# Viengsay Valdés
Viengsay Valdés (La Habana, 10 de noviembre de 1976) es una bailarina y actriz cubana que se ha convertido en uno de los máximos exponentes de la Escuela Cubana de Ballet, es primera bailarina y desde 2020 directora general del Ballet Nacional de Cuba. Se ha presentado además con algunas de las mejores compañías del mundo, como el Ballet Mariinski, el Ballet del Teatro Bolshói, el Royal Ballet de Dinamarca, el The Washington Ballet, entre otras.

## Biografía

### Primeros años
Viengsay Valdés Herrera nació el 10 de noviembre de 1976, en La Habana, Cuba. Con solo tres meses de edad se mudó con su familia a Vientiane, ciudad capital de Laos, donde su padre Roberto Valdés Muñoz había sido designado embajador, su nombre viengsay significa "victoria" en laosiano. A los tres años de edad su familia se mudó a Seychelles también por cuestiones del trabajo de su padre como diplomático.
A los seis años fue enviada por sus padres de regreso a Cuba, para que comenzara sus estudios primarios al cuidado de su abuela.
Luego de someterse a las pruebas de aptitud logra entrar en la Academia de Ballet Alejo Carpentier de La Habana, comenzando sus estudios de danza a los nueve años. Al superar los niveles elementales, matricula en la Escuela Nacional de Arte (ENA), donde recibió clases de prestigiosas figuras del ballet en el país, como Ramona de Sáa y Mirtha Hermida, quienes luego serían fuentes de inspiración para ella. Valdés destacó siempre entre sus compañeras y recibió varios premios en distintos concursos cuando aún era estudiante. A pesar de sufrir una severa asma y de los consejos de sus médicos de no continuar una carrera como bailarina profesional, se graduó en 1994 de la ENA con "Diploma de Oro" en Danza y Coreografía.

### Carrera profesional
Su talento no pasó desapercibido para la leyenda de la danza Alicia Alonso, directora del Ballet Nacional de Cuba, Alonso en persona le solicitó a Valdés que formara parte de la compañía, a lo que está última sin vacilar aceptó y comenzó a formar parte, con tan solo 17 años de edad, de una de las más prestigiosas compañías de ballet del mundo. Luego de estar solamente un año en la compañía es promovida a bailarina principal, donde se ha destacado por representar roles femeninos de algunos de los ballets más famosos como El lago de los cisnes, Don Quijote, Giselle o El Cascanueces. 
En julio de 2001, Alicia Alonso la promueve al rango de prima ballerina (primera bailarina), convirtiéndola en una de las principales figuras de la compañía. 
Desde entonces ha bailado en los más importantes festivales de ballet a escala mundial y con las mejores compañías del orbe.
Destacadas son su participaciones en la Gala Mundial de Estrellas de la Danza en Budapest en 2002, en el Festival de Ballet de Beijing en 2004 y en el Etoiles du Ballet 2000 Festival en Cannes, Francia. En abril de 2008 Valdés bailó frente a las Pirámides de Guiza en Egipto, en la primera actuación al aire libre realizada en ese lugar. El Festival Internacional de Mánchester y la Gala "Gigantes de la Danza", llevada a cabo en el Auditorio Nacional de México D.F  han sido otras de sus apariciones estelares. Triunfando como estrella invitada de algunas de las más prestigiosas compañías, dentro de las que se incluyen el Royal Ballet de Londres o el Royal Ballet de Dinamarca, donde se convirtió en la segunda bailarina cubana después de Alicia Alonso en bailar allí. En 2009 fue invitada a trabajar con el Washington Ballet de Estados Unidos, etc.
Desde sus inicios en la compañía se ha convertido en una de las figuras principales del Festival Internacional de Ballet de La Habana, ganándose la aceptación del público cubano, actualmente es uno de los personajes públicos más reconocidos y seguidos en Cuba.
Entre sus partenaires destacan figuras cimeras de la danza mundial como Carlos Acosta, Leonid Sarafanov, Thiago Soares, Alexei Tyukov, Ivan Vasiliev, Denis Matvienko, Joel Carreño, Ivan Putrov, entre otros.
En 2017 fue publicada su biografía inconclusa, titulada "De acero y nube", bajo la autoría de Carlos Tablada.
En enero de 2019 es nombrada Subdirectora Artística del Ballet Nacional de Cuba, cargo creado expresamente para ella. Este nombramiento pone en sus manos responsabilidades que hasta ahora sólo correspondían a la legendaria Alicia Alonso, de 98 años, y única directora del cotizado cuerpo de baile.

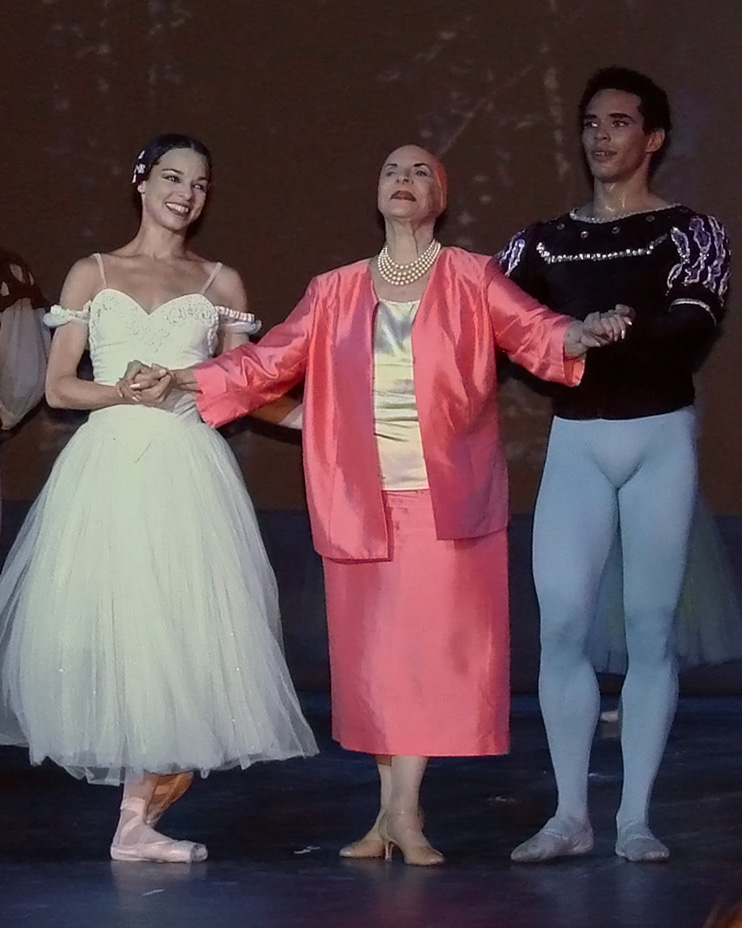
Viengsay Valdés (izquierda) en el rol de Giselle, saluda al público del Grand Palais de París, junto a la prima ballerina assoluta Alicia Alonso y el primer bailarín Romel Frómeta.

### Crítica
Desde el momento de su debut en los escenarios mundiales, Valdés ha sido mayoritariamente aclamada por la crítica, que ha reconocido su virtuosismo y capacidad física.
Sarah Crompton escribiría en Daily Telegraph acerca de su interpretación de Kitri en Don Quijote en 2006 en Londres: "En Viengsay Valdés y Joel Carreño, la compañía tiene dos bailarines de clase mundial, brillan con animación y habilidad como Kitri y su amor. Sus balances son infinitos y triunfantes; sus giros son tan rápidos que se pierden de vista cuando empiezan. El momento en que ella despliega lentamente un arabesco sin apoyo en el gran pas de deux al final es mágico; un triunfo a la vez de una técnica sólida y una personalidad que llena el teatro."
La revista Ballet Magazine escribió sobre su actuación en el primer Festival de Mánchester, en julio de 2007: "Fue el pas de deux de El corsario el que casi me hizo aplaudir, porque con Acosta y el milagro cubano que es Viengsay Valdés, era el momento del circo. Valdés baila en la escala más grande, contrastando su enorme movimiento con una velocidad brillante y una técnica detallada. Sus pointes son de acero y esos balances sin esfuerzo, sostenidos solo un segundo más, son increíbles". 

### Premios y reconocimientos
- Medalla de Oro en el Festival Vignale Danza, Italia, (1993)
- El Grand Prix del Concurso Nacional de Danza de la Unión de Escritores y Artistas de Cuba, (1994)
- La Distinción “Por la Cultura Nacional” (1999).
- La Medalla “Alejo Carpentier”, que otorga el Consejo de Estado de la República de Cuba (2003)
- Premio de Interpretación Femenina (2009), que otorga la Asociación de Artistas Escénicos de la Unión Nacional de Escritores y Artistas de Cuba (UNEAC).
- Premio de Danza Lorna Burdsall, (2015), conferido por la sección de artes escénicas de la Unión Nacional de Escritores y Artistas de Cuba (UNEAC).[11]
- Réplica del Machete Mambí del Generalísimo Máximo Gómez (2017), que otorgan las Fuerzas Armadas Revolucionarias por ser portadora en su quehacer del más auténtico patriotismo y apego a la Revolución.[12]
- Distinción al Mérito Cultural. 2018, otorgado por La Academia Nacional de Canto Mariana de Gonitch y la embajada de Rusia en Cuba.[13]